# Zingiber longyanjiang
Zingiber longyanjiang là một loài thực vật có hoa trong họ Gừng. Loài này được Zhu Zheng Yin (祝正银, Chúc Chính Ngân) miêu tả khoa học đầu tiên năm 1992. Tên gọi thông thường trong tiếng Trung là 龙眼姜 (long nhãn khương), nghĩa là gừng mắt rồng.

## Từ nguyên
Tính từ định danh longyanjiang là bính âm của các từ trong tên gọi tiếng Trung 龙 (lóng) 眼 (yǎn) 姜 (jiāng).

## Phân bố
Có ở núi Nga Mi, miền trung tỉnh Tứ Xuyên, Trung Quốc. Môi trường sống là rừng, ở cao độ 600-3.200 m.

## Mô tả
Thân rễ ruột màu trắng ánh vàng, dạng củ. Thân giả 1-1,8 m, gốc màu nâu ánh tía. Lưỡi bẹ 2 thùy, 4–11 mm; cuống lá màu tía hoặc xanh lục ánh vàng, 4–10 mm, có lông nhung màu trắng; phiến lá thuôn dài hoặc thuôn dài-hình mác, 25-40 × 5–11 cm, mặt gần trục gần như nhẵn nhụi, mặt xa trục có lông nhung áp ép và đốm tuyến, đáy hình nêm rộng, đỉnh nhọn thon. Cụm hoa mọc từ thân rễ, hình trứng ngược hoặc hình trứng hẹp, 3-5 × 2–4 cm; cuống cụm hoa 1–3 cm; lá bắc màu trắng ánh lục hoặc trắng ánh vàng, hình trứng hoặc thuôn dài, 2,5-3 × 2–3 cm, đỉnh thuôn tròn, các lá bắc trong hình mác ngược hoặc hình mác, 2,5-3,8 × 0,8-1,5 cm, mặt xa trục hơi có lông nhung, đỉnh có khía răng cưa hoặc nhọn. Đài hoa màu trắng, dài 8–10 mm, có lông nhung màu trắng, đỉnh cắt cụt hoặc gợn sóng. Ống tràng hoa màu trắng ánh vàng, dài 3-4,2 cm, có lông nhung màu trắng; thùy tràng giữa hình mác, 2,5-2,9 × 0,6-0,9 cm; các thuỳ tràng bên hẹp hơn thuỳ tràng giữa, đỉnh 2 khe. Cánh môi màu tía nhạt với đáy màu trắng ánh vàng, ~2,5 cm, họng nhẵn nhụi; thùy giữa hình lưỡi bẹ hoặc thuôn dài hẹp, 1,3-1,6 cm; các thùy bên thuôn dài, 6-8 × 3–5 mm, đỉnh 2 khe. Bao phấn màu trắng ánh vàng, ~1,1 cm; phần phụ liên kết màu tía ở đỉnh, ~1,5 cm. Bầu nhụy rậm lông nhung. Quả nang màu tía, thuôn dài, 3-4 × 1,5–2 cm, 3 góc tù, hơi có lông nhung. Hạt màu nâu ánh tía, hình elipxoit hoặc hình trứng. Ra hoa tháng 8-9, tạo quả tháng 10-11.

## Sử dụng
Được sử dụng làm thuốc trong y học cổ truyền Trung Hoa.